# Мейтерс, Дэвид
Дэ́вид Кохрейн Ме́йтерс (англ. David Cochrane Mathers; 23 октября 1931, Глазго — 22 августа 2014, Саутпорт, Северо-Западная Англия) — шотландский футболист, играл на позиции полузащитника. Участник чемпионата мира 1954 года.

## Биография

### Клубная карьера
В 1949 году Мейтерс присоединился к клубу «Партик Тисл», за который играл в течение 10 сезонов и сыграл 180 матчей в чемпионате. Затем он перешёл в «Оксфорд Юнайтед», в котором отыграл один сезон. В 1960 году вернулся в «Партик Тисл», в котором пробыл один сезон. В 1961 году перешёл в «Ист Стерлингшир», в составе которого отыграл два сезона и в 1963 году завершил карьеру.

### Карьера в сборной
Дебютировал за сборную Шотландии 25 мая 1954 года в матче против сборной Финляндии; шотландцы выиграли тот матч со счётом 2:1. Это был его единственный матч за сборную. Был включён в состав сборной Шотландии для участия на чемпионате мира 1954 года, но на турнир так и не попал.

### Смерть
Скончался 22 августа 2014 года в Саутпорте в возрасте 82 лет.